# Yngve Sjöstedt
Bror Yngve Sjöstedt, född 3 augusti 1866 i Hjo, död 28 januari 1948 i Stockholm, var en svensk zoolog, entomolog och professor.

## Biografi
Sjöstedt var son till grosshandlanden Gustaf Sjöstedt i Hjo och dennes hustru Emma Forsell, samt kusin till grosshandlaren Helmer Sjöstedt. Han avlade mogenhetsexamen vid Högre allmänna läroverket i Jönköping 1886 och studerade därefter zoologi vid främst Uppsala universitet men även i Frankrike. Han avlade filosofie kandidatexamen 1890 och skickades efter denna av Kungliga Vetenskapsakademien på en tvåårig vetenskaplig resa till Kamerun, varifrån han hemkom med betydande samlingar till såväl Naturhistoriska riksmuseet som Zoologiska institutionen i Uppsala. Resan avsatte också åtskilliga publikationer. 
Åter i Sverige blev Sjöstedt filosofie doktor 1896 och var under åren 1897–1901 anställd vid Naturhistoriska riksmuseet samt parallellt även vid Statens entomologiska anstalt. År 1901 efterträdde han Sven Lampa som redaktör för Entomologisk tidskrift (ett uppdrag han innehade till 1910) och 1902 blev han professor samt intendent vid riksmuseet.
Åren 1905–1906 utförde Sjöstedt ännu en gång en större expedition till Afrika, denna gång till kontinentens inre, främst trakterna kring Kilimanjaro. Resan dokumenterades i trebandsverket Wissenschaftliche Ergebnisse der Schwedischen zoologischen Expedition nach dem Kilimandjaro, dem Meru und den umgebenden Massaisteppen Deutsch-Ostafrikas 1905–1906 (1910) samt även i de mer populära framställningarna På giraff- och lejonjakt i Ostafrika och Bland storvildt i Ostafrika (båda 1911). Från expeditionen hemförde han 4300 olika djurarter, av vilka 1300 var tidigare oupptäckta. En av Sjöstedts teser var förekomsten av en mer "nordisk" fauna på höga höjder i Afrika pekade på att kontinentens klimat inte alltid varit tropiskt.
Sjöstedt fortsatte att publicera sig flitigt fram till 1936 och utgav bland annat en insektsfauna över Abisko nationalpark i tre band (1928–1931). Han invaldes 1909 som ledamot av Vetenskapsakademien. Den äggläggande tandkarpen Fundulopanchax sjostedti samt sjöstedts sparvuggla (Glaucidium sjostedti) är namngivna efter Sjöstedt.
Sjöstedt gifte sig med operettprimadonnan Rosa Grünberg den 16 januari 1918 i Stockholm. Makarna ligger begravda på Hjo kyrkogård.